# 英風高等学校
英風高等学校（えいふうこうとうがっこう）は、大阪市福島区にある通信制高校。学校法人西口学園が運営する。

## 概要
- 女子だけの通信制高校として2020年4月に開校
- 大阪府認可校（通信制、単位制、普通科）
- 校名の”英風（日本の古事記に登場する言葉）”とは「すぐれた教え」、「立派な姿」を意味する。
- スクーリング（授業）は全て午後から開始。
- レポートはタブレットで解答・送信。
- 校則あり（指定の制服を着用、染髪・化粧は禁止）
- 募集エリア：大阪府・兵庫県（狭域の通信制高校のため）

## 学科
普通科（女子のみ）

## 沿革
- 1953年 - 新橋洋裁学院として、大阪市福島区に創立。
- 1967年 - 学校法人西口学園を設立。
- 1975年 - 向陽台高等学校の連携校として認可される。
- 1977年 - 野田文化服装専門学校、阪神家政専門学校（専門課程、高等課程）を設置。
- 2014年 - 英風女子高等専修学校へ改称。普通科新設。
- 2015年 - 普通科に製菓とマンガのカリキュラムを導入。
- 2020年 - 英風高等学校（通信制・単位制・普通科／女子のみ）を開校。

## 交通
- 大阪環状線野田駅・大阪メトロ千日前線玉川駅 徒歩約5分
- 阪神本線野田駅 徒歩約12分
- JR東西線海老江駅 徒歩約12分